# TI Media
TI Media, anciennement nommé IPC Media (avant 2014), puis Time Inc UK, est un groupe de presse britannique. Il appartenait au groupe Time Inc jusqu'en 2018.

## Divisions

### Connect
Teen Now
Woman
Woman's Own
goodtoknow Recipes
Woman's Weekly
Pick Me Up!
Chat
Chat - It's Fate
Chat Passion
Now
What's On TV
Soaplife
TV & Satellite Week
TV easy
TVTimes

### Southbank
Marie Claire
InStyle
Look
Woman & Home
Feel Good Food
Feel Good You
Essentials
Ideal Home
Homes & Gardens
Livingetc
Country Homes & Interiors
25 Beautiful Homes
Beautiful Kitchens
Style at Home
Wallpaper

### Inspire
Country Life
The Field
Shooting Times
Shooting Gazette
Sporting Gun
Horse & Hound
HORSE
Eventing
International Boat Industry (IBI)
Practical Boat Owner
Yachting Monthly
Yachting World
SuperYacht Business
Motor Boat & Yachting
Motor Boats Monthly
Rugby World
World Soccer
Golf Monthly
Nuts
New Musical Express (NME)
Uncut
Cycling Weekly
Cycling Active
Cycling Sport
Mountain Bike Rider
VolksWorld
Decanter
Amateur Photographer
What Digital Camera
Amateur Gardening
Angler's Mail